# الطريق الجهوية رقم 64 (تونس)

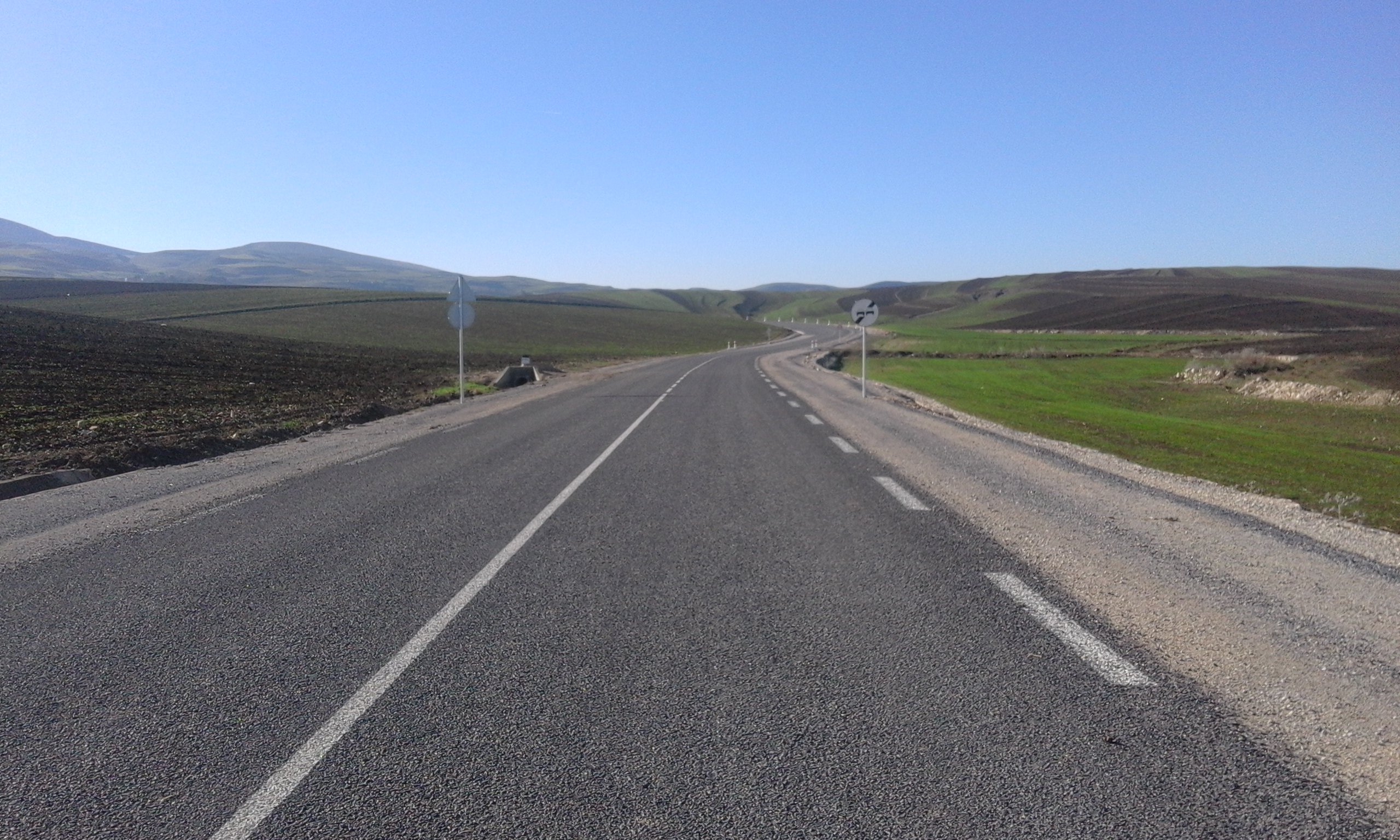

الطريق الجهوية رقم 64 أو ط ج 64 طريق ثانوية تونسية تصل بين الطريق الجهوية رقم 55 والطريق الجهوية رقم 52.